# Steppenwolf
Steppenwolf — канадско-американская рок-группа, образованная в конце 1967 года в Лос-Анджелесе и исполнявшая тяжёлый блюз-рок с элементами хард-рока и психоделии. Четырнадцать альбомов Steppenwolf входили в Billboard 200 (до #3 поднимался Steppenwolf The Second, 1968). Двенадцать синглов входили в Billboard Hot 100; наивысших показателей добивались здесь «Born to Be Wild» (#2 US) и «Magic Carpet Ride» (#3 US). Считается, что именно из текста «Born to Be Wild» («I like smoke and lightning / Heavy metal thunder») термин хэви-метал перешёл в лексикон музыкальных критиков.

## История группы
Отправной точкой в истории Steppenwolf стал 1964 год, когда гитарист и певец немецкого происхождения Джон Кэй вместе с ударником Джерри Эдмонтоном и клавишником Голди МакДжоном образовал в Торонто блюз-роковую группу The Sparrow. Группа выпустила с ним один сингл на Columbia Records. Как ни странно, к двум её лучшим вещам (согласно Allmusic), «Tomorrow’s Ship» и «Isn’t It Strange», Кэй отношения не имеет: они были написаны другими участниками.

### 1967—1972
В 1967 году The Sparrow перебрались сначала в Сан-Франциско, затем в Лос-Анджелес. Здесь — пригласив в состав 17-летнего гитариста Майкла Монарха и басиста Раштона Морива — Кэй образовал Steppenwolf. Название для группы придумал её менеджер и продюсер Гэбриэл Меклер, заимствовав его у Германа Гессе. Сам Кэй в то время роман ещё не читал, но ёмкое, энергичное название как нельзя лучше подходило для тяжёлого блюз-рока.
В дебютном альбоме Steppenwolf (1968), записанном всего за четыре дня, прослушиваются все основные характеристики стиля группы: грубый утяжелённый блюз-рок, «тематическая» лирика, яростный вокал Кэя, одного из самых харизматичных и выразительных вокалистов тех лет. Центральной вещью альбома стал хит «Born to Be Wild» (#2 в США), написанный Деннисом Эдмонтоном (братом Джерри, известным также под псевдонимом Mars Bonfire; его, впрочем, в группе к тому времени уже не было). Фильм «Easy Rider» (в саундтрек которого вошел также трек «The Pusher») обеспечил группе репутацию лидеров контркультуры и привлек к её творчеству байкеров Западного побережья.

Для своего времени Steppenwolf играли необычно жёсткую музыку. В Сан-Франциско The Sparrow впервые получили возможность расширить кругозор и заняться экспериментом. Но в Steppenwolf мы с Джерри одновременно решили, что главное в нашей музыке — мощная ритмическая основа. «Вдарь им покрепче, разъясни, что хотел — и двигай дальше» — таким принципом мы руководствовались. При этом тексты группы были вполне философскими: здесь сказалось как влияние фолк-сообщества, так и воспоминания о детстве, проведенном в послевоенной Германии. Я считал, что тяжелая музыка вполне способна давать людям пищу для серьёзных размышлений. — Джон Кэй.
После Steppenwolf The Second (откуда вышел ещё один хит, «Magic Carpet Ride») Морив ушёл из группы: на его место пришел Ник Сент-Николас (бывший участник The Sparrows), который в свою очередь уступил место Джорджу Бьондо в 1970 году. К этому времени группа уже выпустила At Your Birthday Party (с хитом «Rock Me») и концептуальный Monster (заглавный трек которого, заряженный мощным политическим посланием, имел неожиданный для участников группы успех). В 1969 году из группы ушёл гитарист Монарх; его заменил — сначала Лэрри Байром, затем Кент Харри.
На гребне популярности, истощённый сверхнапряженным гастрольно-студийным графиком, квинтет в 1972 году (в День Св. Валентина) объявил о распаде. Мэр Лос-Анджелеса Сэм Йорти официально объявил этот день «Днём Steppenwolf».
Кэй занялся сольной карьерой, выпустил два довольно успешных альбома: Forgotten Songs and Unsung Heroes и My Sportin' Life.

### 1974—1976
Проведя в 1974 году успешное «прощальное» турне, Steppenwolf — Кэй, Эдмонтон, МакДжон, Бьондо и новый гитарист Бобби Кокрэн (Bobby Cochran) — вернулись к жизни и записали три альбома: Slow Flux (с хит-синглом Straight Shootin' Woman), Hour of the Wolf и Skullduggery для Epic Records, после чего в 1976 вновь объявили о распаде. Кэй подписал сольный контракт с Mercury Records и в 1978 году выпустил тепло принятый All In Good Time.

### John Kay and Steppenwolf
Чтобы отмежеваться от «двойников» (в то время появился фальшивый Steppenwolf, образованный двумя бывшими участниками состава), Кэй в 1980 году образовал John Kay and Steppenwolf и много лет провел в непрерывных гастролях, пытаясь вернуть группе подпорченную (в основном, юридическими склоками) репутацию.
В 1994 году, накануне 25-й годовщины со дня образования Steppenwolf, Джон Кэй посетил Восточную Германию: дал серию триумфально успешных концертов, встретился с друзьями и родственниками, которых не видел с раннего детства. В том же году он опубликовал автобиографическую книгу «Полет на ковре-самолете» («Magic Carpet Ride»), в которой увлекательно рассказал о взлётах и падениях своей легендарной группы.
1 июля 1981 года в автокатастрофе погиб басист Раштон Морив (32), соавтор «Magic Carpet Ride». 28 ноября 1993 года также за рулём автомобиля неподалёку от Санта-Барбары, Калифорния, погиб ударник Джерри Эдмонтон (47).
Steppenwolf играет и по сей день. Вместе с Кэем в группе Майкл Уилк (англ. Michael Wilk, клавишные, бас), Рон Хёрст (англ. Ron Hurst, ударные) и Дэнни Джонсон (англ. Danny Johnson, гитара). Группа проводит в Теннесси ежегодный фестиваль Wolf Fest, на который со всех концов планеты съезжаются участники Wolfpack (так называют себя фанаты ансамбля).

## Дискография
- Steppenwolf (1968)
- Steppenwolf the Second (1968)
- At Your Birthday Party (1969)
- Early Steppenwolf (1969, концертный альбом, записанный в 1967)
- Monster (1969)
- Steppenwolf Live (1970, концертный альбом)
- Steppenwolf 7 (1970)
- For Ladies Only (1971)
- Gold (Their Great Hits) (1971, сборник)
- Rest In Peace (1972, сборник)
- 16 Greatest Hits (1973, сборник)
- Slow Flux (1974)
- Hour of the Wolf (1975)
- Skullduggery (1976)
- Reborn to be Wild (1976, сборник)
- Live in London (1981)
- Wolftracks (1982)
- Paradox (1984)
- Rock & Roll Rebels (1987)
- Rise & Shine (1990)
- Born to be Wild — A Retrospective (1991)
- Live at 25 (1995) (двойной концертный альбом)
- Feed The Fire (1996) (измененный перевыпуск Rock & Roll Rebels)
- Summerdaze (1997, альбом разных исполнителей; 3 их песни)
- The Millennium Collection (2000, сборник)
- All Time Greatest Hits (1999, сборник)
- Live in Louisville (2004) DVD + CD
- Steppenwolf Gold (2005, двойной сборник)